# غشاء سقفي
الغشاء السقفِي (بالإنجليزية: Tectorial membrane)‏(وباختصار TM) هو أحد الغشائين الخلويين المتواجدين في قوقعة الأذن الداخلية، الغشاء الآخر هو الغشاء القاعدي (BM).